# The Beast
The Beast šesti je studijski album poljskog thrash/death metal-sastava Vader objavljen 8. rujna 2004. godine u Japanu, 20. rujna u Poljskoj i 21. rujna u Europi i SAD-u. Prvi je studijski album s bubnjarom Dariuszom Brzozowskim poznat također kao Daray. Producent albuma je Piotr "Peter" Wiwczarek, osnivač grupe.
Bubnjar sastava Krzysztof "Docent" Raczkowski nije mogao sudjelovati u snimanju zbog nesreće u kojoj je ozlijedio ruku i nogu.

## Popis pjesama
Tekstovi: Paweł Frelik, osim gdje je navedeno drugačije, glazba: Piotr "Peter" Wiwczarek.
| 1.    | »Intro«                   |                   | 0:59 |
| 2.    | »Out of the Deep«         | Piotr Wiwczarek   | 4:51 |
| 3.    | »Dark Transmission«       |                   | 4:09 |
| 4.    | »Firebringer«             | Piotr Wiwczarek   | 3:33 |
| 5.    | »The Sea Came in at Last« |                   | 4:05 |
| 6.    | »I Shall Prevail«         |                   | 3:49 |
| 7.    | »The Zone«                |                   | 4:31 |
| 8.    | »Insomnia«                |                   | 3:27 |
| 9.    | »Apopheniac«              |                   | 4:12 |
| 10.   | »Choices«                 | Łukasz Szurmiński | 4:08 |
| 37:48 |                           |                   |      |

| Bonus pjesma na japonskom izdanju | Bonus pjesma na japonskom izdanju | Bonus pjesma na japonskom izdanju | Bonus pjesma na japonskom izdanju | Bonus pjesma na japonskom izdanju | Bonus pjesma na japonskom izdanju | Bonus pjesma na japonskom izdanju | Bonus pjesma na japonskom izdanju | Bonus pjesma na japonskom izdanju | Bonus pjesma na japonskom izdanju |
| Br.                               | Skladba                           | Tekstopisac                       | Trajanje                          |                                   |                                   |                                   |                                   |                                   |                                   |
| --------------------------------- | --------------------------------- | --------------------------------- | --------------------------------- | --------------------------------- | --------------------------------- | --------------------------------- | --------------------------------- | --------------------------------- | --------------------------------- |
| 1.                                | »Stranger in the Mirror«          | Łukasz Szurmiński                 | 2:41                              |                                   |                                   |                                   |                                   |                                   |                                   |
| 40:29                             |                                   |                                   |                                   |                                   |                                   |                                   |                                   |                                   |                                   |

| 1. | »Studio Report« (video)              | 24:13 |
| 2. | »Dark Transmission« (glazbeni video) | 3:52  |
| 3. | »Choices« (glazbeni video)           | 2:45  |
| 4. | »Epitaph« (uživo, Metalmania 2003)   | 3:57  |
| 5. | »Wings« (uživo, Metalmania 2003)     | 4:26  |
| 6. | »The Nomad« (uživo, Metalmania 2003) | 4:14  |

| 1. | »Dark Transmission« (333 verzija)    | 3:54  |
| 2. | »Stranger in the Mirror«             | 2:41  |
| 3. | »Studio Report« (video)              | 24:13 |
| 4. | »Dark Transmission« (glazbeni video) | 3:52  |

## Zasluge
| Vader - Peter – vokali, gitara, bas-gitara, produkcija - Mauser – gitara - Daray – bubnjevi |  | Ostalo osoblje - Piotr Łukaszewski – inženjer zvuka - Jacek Gawłowski — mastering - Jacek Wiśniewski — omot albuma, dizajn - Grzegorz Smołoński — slike - Wojtek Głodek — studio report |  |